# Hugo Hennig (kamrer)
För ingenjören och företagaren med samma namn vid AB Hugo Hennig, se Hugo Hennig (ingenjör).
Hugo Georg Hennig, född 19 februari 1865 i Stockholm, gravsatt 26 maj 1934 på Norra begravningsplatsen i Stockholm var en svensk föreståndare, kamrer, skattmästare och vice ordförande i Musikföreningen i Stockholm samt styrelseledamot i Musikaliska konstföreningen.

## Biografi
Hugo Hennig var son till handlanden Georg August Hennig och Mathilda Kahn. Han studerade 1884 och anställdes hos bokförlaget AB P.A. Norstedt & Söner 1885. Där blev han föreståndare för räkenskapskontoret 1904 och kalkylkontoret från 1919.

## Musikföreningen i Stockholm och Musikaliska konstföreningen
År 1893 blev Hennig styrelseledamot av Musikföreningen i Stockholm, där han 1896 blev kassaförvaltare. Från 1911 var han vice ordförande i Musikföreningen. Från 1906 var Hennig också skattmästare i Musikaliska konstföreningen, som hade bildats 1859 med syftet att publicera ny musik av svenska upphovsmän, där tyngdpunkten ligger på instrumentalmusiken.

## Folkvisedanslaget

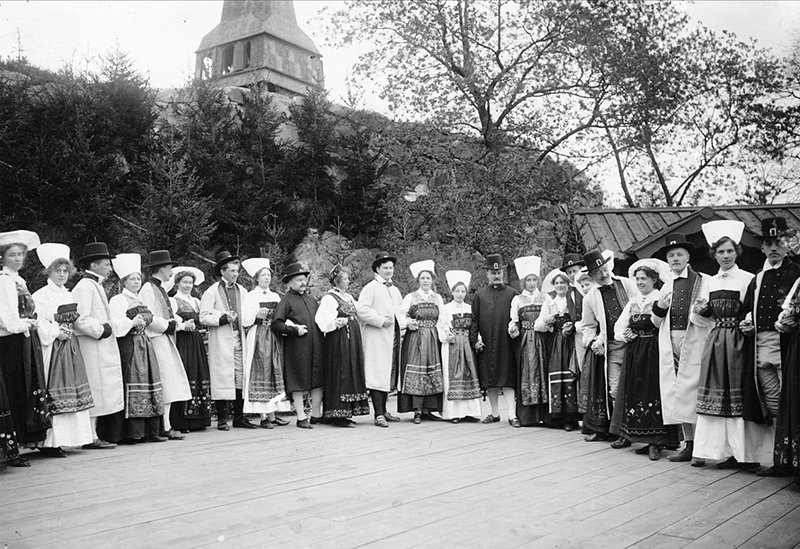
Folkvisedanslaget, den första ringen, vid Skansens vårfest 1904, på sommarteatern på nedre Solliden på Skansen i Stockholm. Foto: Nordiska museet.

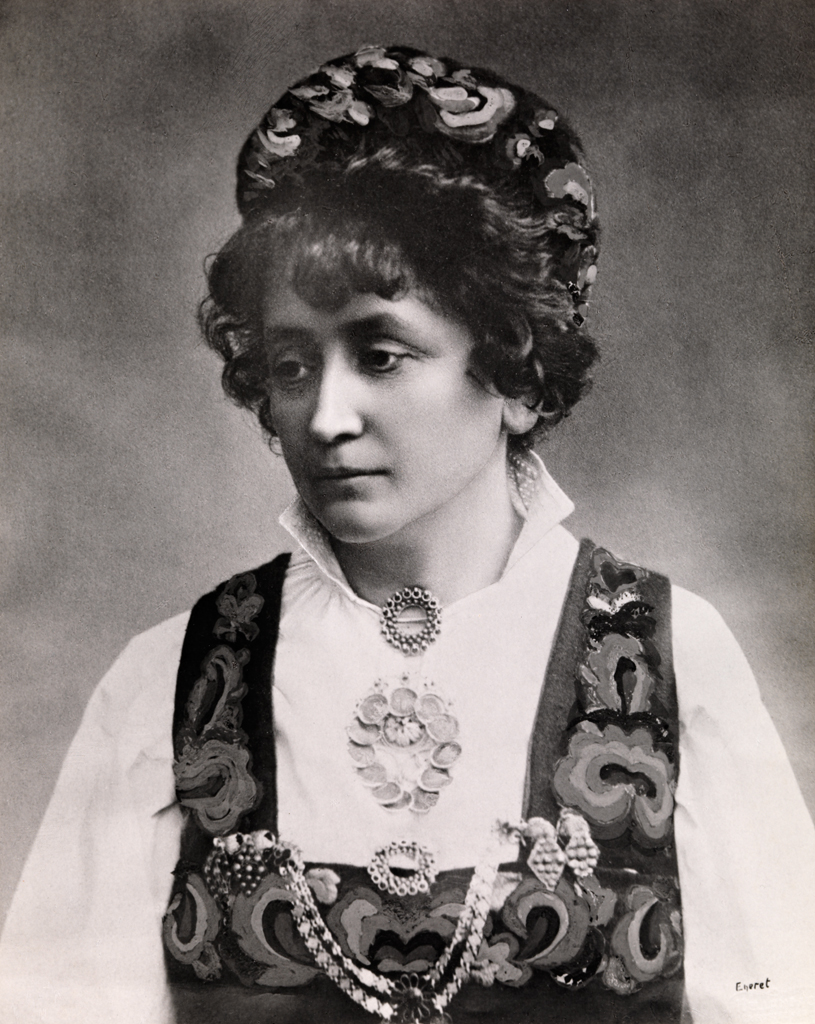
Hulda Garborg (1862–1934) i traditionell norsk folkdräkt.

Hugo Hennig var en av stiftarna av Folkvisedanslaget i Stockholm 1905. Hennig var ordförande där åren 1909-1913 samt 1919–1924. Folkvisedanslaget bildades på Skansen 1905 efter norskan Hulda Garborgs besök. I Norge var Hulda Garborg en av de många engagerade i det nationsskapande arbetet med det norska språket och folkdräkten i de nybildade ungdomslagen. I Stockholm hade Artur Hazelius byggt upp Nordiska museet och Skansen där han också ville förmedla norsk kultur.
På Skansen fanns redan föreningen Svenska Folkdansens Vänner och 1901 önskade Artur Hazelius visa Hulda Garborgs dans. Artur Hazelius var även en av grundarna till Svenska Folkdansens Vänner, en förening som instiftades 1893 med syftet att vårda kulturarvet kring folkdans, folkmusik och folkdräkter. Föreningens dräktsamling är idag en av de större privata i landet. Artur Hazelius son och efterträdare Gunnar Hazelius bjöd in henne och hon kom 1903 med Bondeungdomslaget till vårfesten och dansade efter färöiskt mönster och lärde ut det. Den svenska benämningen blev folkvisedans. 1904 återkom Hulda Garborg och undervisade en svensk grupp och efter det besöket bildades Folkvisedanslaget i Stockholm 1905. Gunnar Hazelius efterträdde sin far som chef på Skansen under åren 1901–1905 och han blev endast 30 år gammal.
På 1910- och 1920-talen framträdde danslaget flera gånger på den årliga vårfesten. I det norska danslaget, som kom till Skansen, ingick den unga Klara Semb, som kom att ta över ledningen av sångdansen och hon deltog 1911 i det andra nordiska folkdansmötet på Färöarna. 1925 kom en grupp från Föröarna till Norge och visade färöisk dans på flera orter. Klara Semb var en norsk danspedagog, ungdomsledare och ledare för folkdanskurser i Noregs Ungdomslag. Hon tog upp arvet efter Hulda Garborg och utförde ett stort arbete med att samla och koreografera turdanser och dansvisor.

## Minnesord till 100:e konserten
Åren 1881–1916 skrev Hennig artiklar för Musikföreningen i Stockholm. Hugo Hennig har även författat några minnesord i anslutning till Musikföreningens i Stockholm 100:e konsert. Den 100:e konserten gavs den 21 november 1916 med musik av sex svenska tonsättare. Konserten dirigerades av pianisten och musikpedagogen Victor Wiklund, som var föreningens dirigent 1915–1924. Därefter avstannade verksamheten. Till minne av Musikföreningens i Stockholm 50:e konsert gav man den 19 april 1898 ut en bok för åren 1881–1898. Musikföreningens i Stockholm 97:de konsert tillägnades tonsättaren Franz Neruda in memoriam tisdagen den 27 april 1915 i Kungliga Musikaliska Akademiens stora sal med biträde av Kungliga Hovkapellet samt under anförande av musikern Conrad Nordqvist. Franz Neruda hade avlidit den 20 mars 1915 i Köpenhamn. Programtext till den 97:e konserten samt en förteckning på de verk, som framfördes av Franz Neruda i egenskap av Musikföreningens dirigent. Programbladen finns på Kungliga biblioteket i Stockholm.

## Stora musikfesten i Stockholm

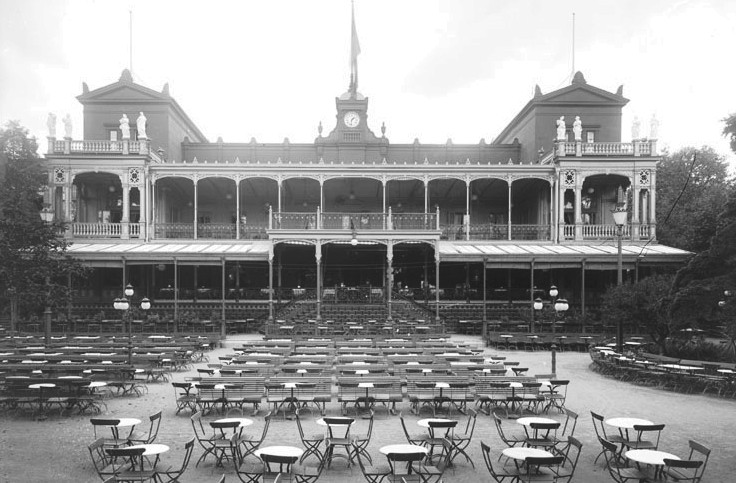
Restaurang Hasselbacken i Stockholm, exteriör från uteservering omkring år 1900.

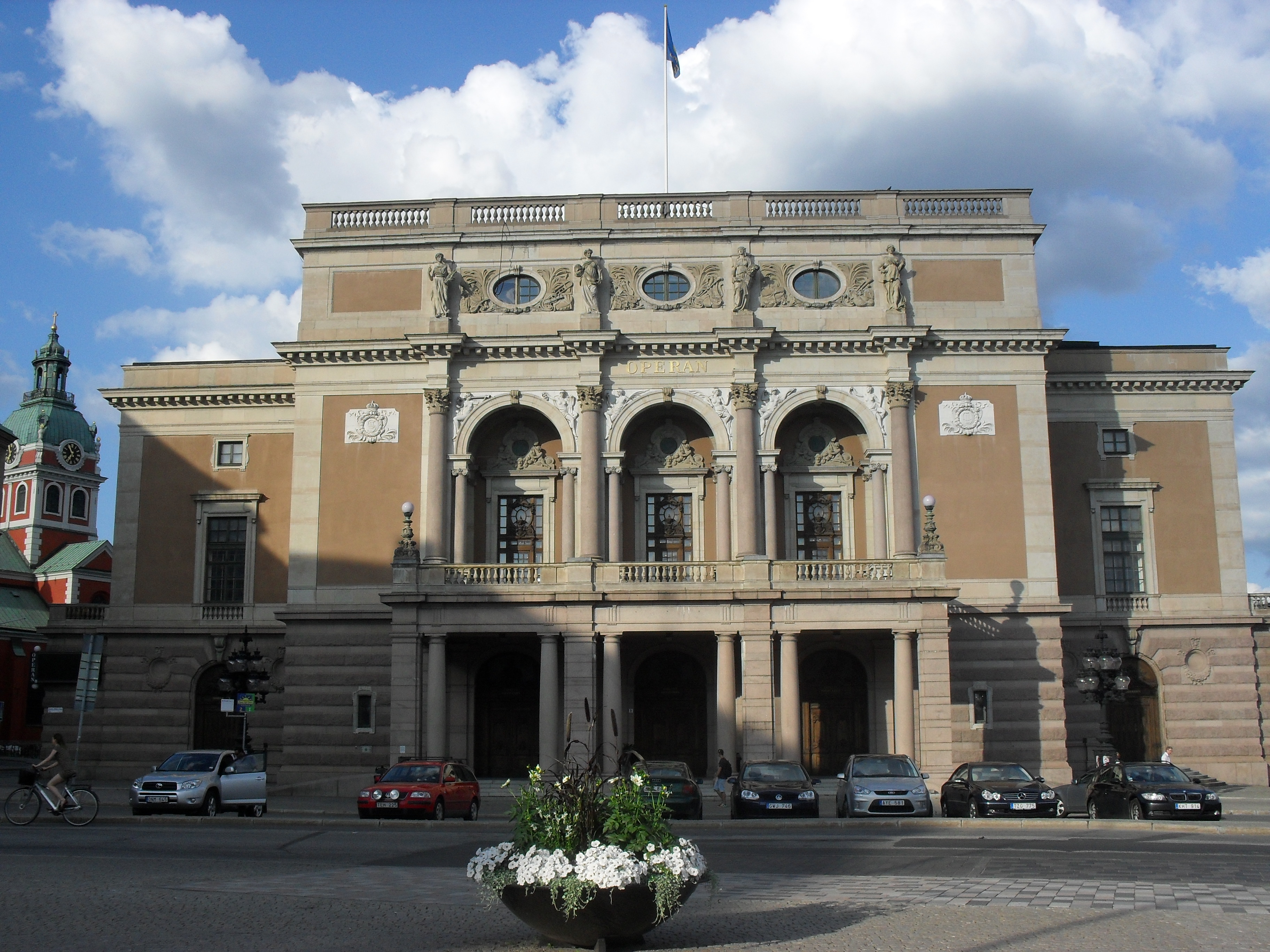
"Första Svenska Musikfesten i Stockholm 1906" ägde rum i Kungliga Teatern (nuvarande Kungliga Operan) i Stockholm.

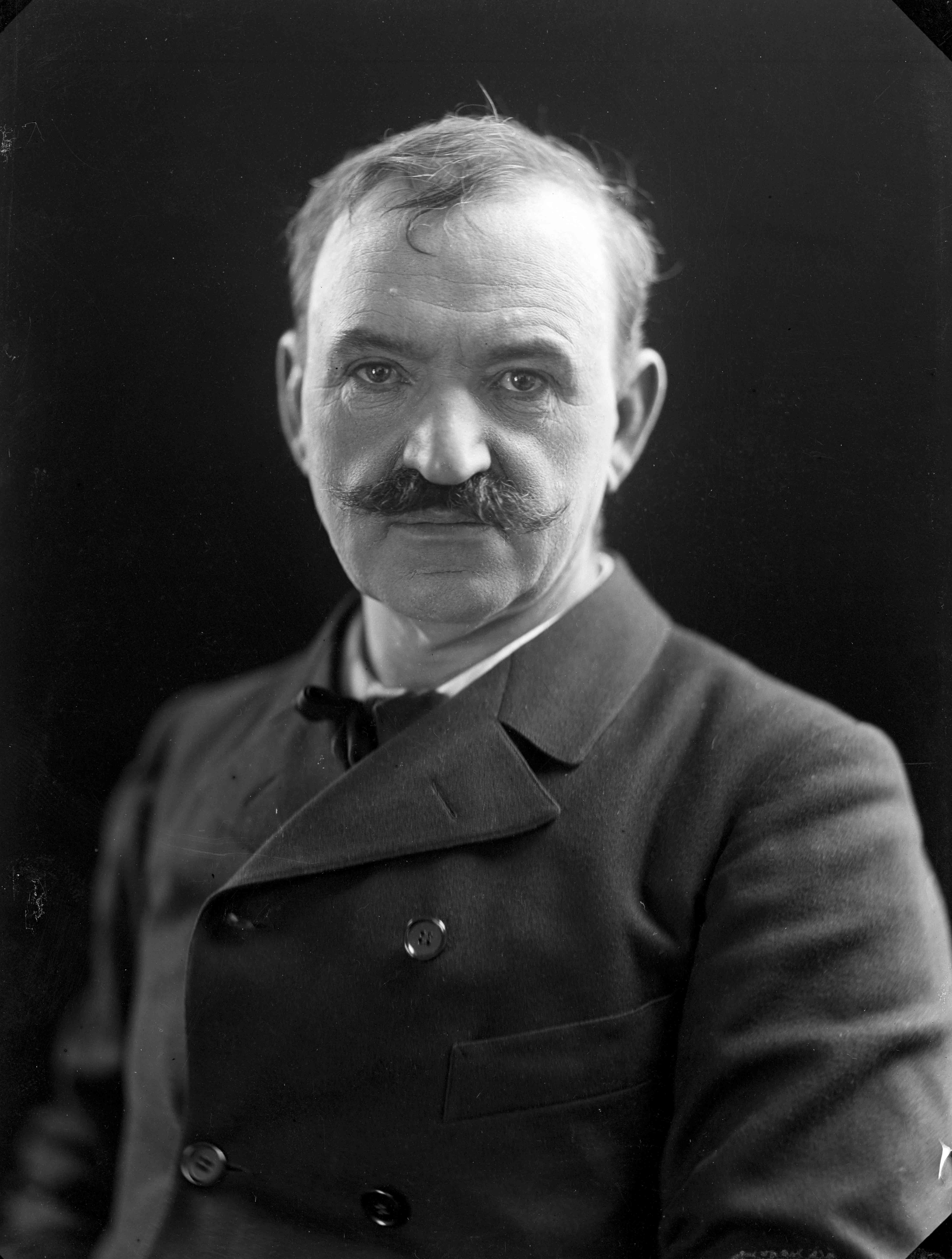
Skådespelaren August Lindberg (1864-1916).

Den 31 maj och den 1 juni 1906 ägde den Stora musikfesten i Stockholm rum. Det var den "Första Svenska Musikfesten i Stockholm 1906". Hugo Hennig var en av de medverkande i musikfestens program- och orkesterkommitté. I Stockholm pågick repetitioner nästan dagligen i Musikaliska akademiens och Kungliga Teaterns repetitionssal och samma var naturligtvis förhållandet i landsorten. Deltagarna från landsorten anlände till Stockholm den 29 maj för de sista stora övningarna och på ankomstdagen hölls en välkomstfest på Hasselbacken i Stockholm. Den 29 maj 1906 på aftonen var det stor mottagningsfest på Hasselbacken. Till supé var alla främlingar inbjudna samt en del representativt folk i huvudstaden. Till parken togs en entré av 50 öre som tillföll musikfesten för täckande av alla stora utgifter. Tal, sång och militärmusik skulle illustrera denna festlighet.
Dirigenter vid "Första Svenska Musikfesten i Stockholm 1906" var Conrad Nordqvist, Andreas Hallén, Richard Henneberg, Tor Aulin, Karl Valentin,  Wilhelm Stenhammar och Hugo Alfvén. Dessa dirigenter hade det viktiga kallet att dirigera musikfestens tonverk. Musikfesten ägde rum på Kungliga Teatern i Stockholm (nuvarande Kungliga Operan). Torsdagen den 31 maj gavs den första konserten. Den 1 juni gavs två konserter, en på middagen med början kl. halv tolv och en på aftonen. Inbjudningen mötte sympatier och anslutning över hela landet, och anmälningar om deltagande inströmmade raskt från sångare på olika platser. Musikfesten inleddes med en av författaren August Strindberg författad prolog, som skulle framsägas av skådespelaren August Lindberg. Konstnären Alf Wallander tecknade en ganska effektfull affisch för festen, vilken i förminskad skala prydde festkommittéernas handlingar. Ett emaljerat märke av samma utseende som denna affisch utdelades också till alla deltagande i musikfesten.

## Ledamot i styrelsen för Musikaliska konstföreningen
Den 30 november 1906 hade Musikaliska konstföreningen ordinarie sammanträde i Kungliga Musikaliska Akademien. Till ledamot i styrelsen invaldes herr Hugo Hennig samt till suppleant herr Bror Beckman, tonsättare. Bror Beckman hade tidigare invalts som ledamot nummer 516 av Kungliga Musikaliska Akademien den 28 april 1904. Han var kamrerare i akademien 1909–1918 och direktör vid Stockholms musikkonservatorium 1910–1929. Han blev professor 1911. Övriga ledamöter och suppleanter i styrelsen och i inköpsnämnden samt revisorerna återvaldes. Till granskare av inlämnade arbeten utsågs professorerna Franz Neruda och Carl Reinecke samt förste hovkapellmästaren Conrad Nordqvist.
År 1881 hade Musikföreningen i Stockholm grundats av förste hovkapellmästaren Ludvig Norman och sekreteraren vid Musikaliska Akademien, Vilhelm Svedbom, därför att det då uppstått ett akut behov en ny, stor oratoriekör i Stockholm. Ordföranden var då Th. Bielke. Vice ordförande och kassaförvaltare var kamrer Hugo Hennig. Dirigent var Victor Wiklund och sekreterare var J.E. Brodin. Övriga ledamöter var E. Petri, N. Müller, fru G. Klemming, fru A. Bonnier, fru G. Braunerhielm och fru S. Malmström. Hugo Hennig var även skattmästare, eller kassör, i Musikaliska konstföreningen. År 1928 ombildades föreningen till Musikföreningens stiftelse för belönande av svensk tonkonst med kamrer Hugo Hennig som ordförande. 1915 var Christian Lovén ordförande och Hugo Hennig vice ordförande.